# Borbé Levente

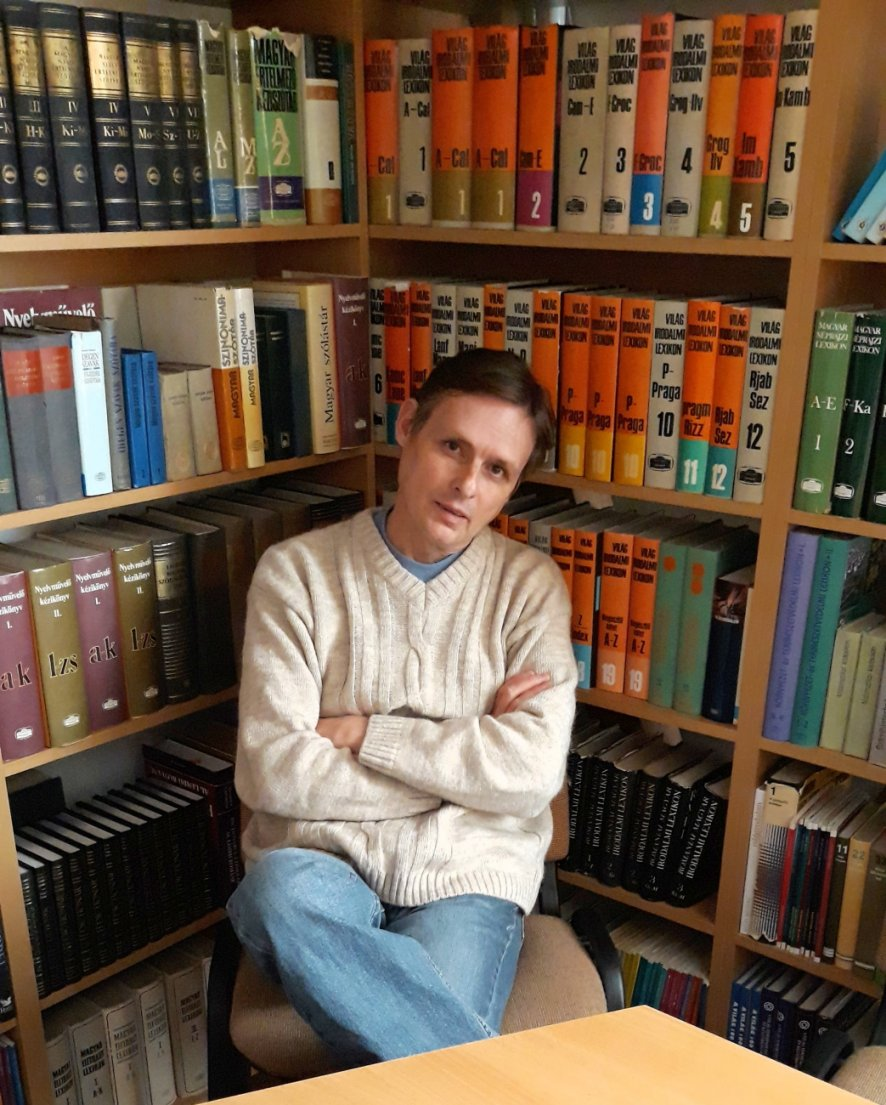
Márton Áron Főgimnázium könyvtárában

Borbé Levente (Csíkszentimre, 1967. július 25.) magyar könyvtáros, biblioterapeuta, író. Kutatási területe a könyvtártörténet, helytörténet és a néprajz. A Romániai Magyar Könyvtárosok Egyesületének tagja. Monoki István díjas könyvtáros (2025).

## Életpályája

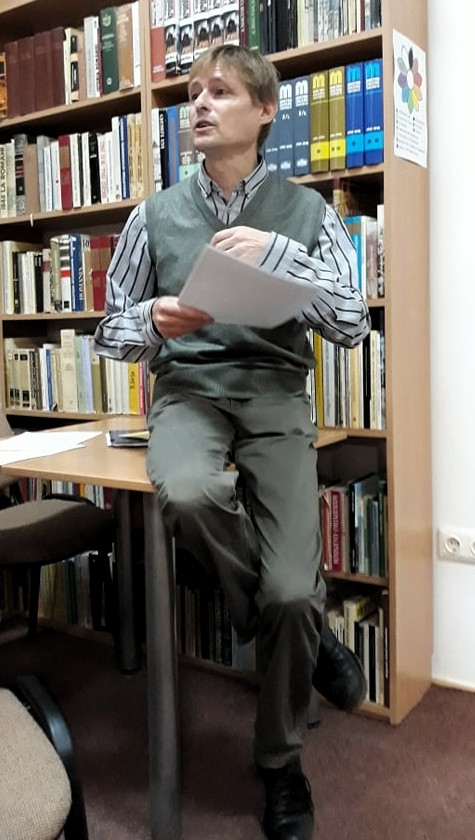
Felolvasás közben

Édesapja Borbé Sándor bányász, édesanyja Bitó Erzsébet munkásnő és háziasszony. Öt fiúgyerek közül a harmadik. Az elemi iskoláit a Csíkszeredához tartozó Csíkzsögödben végezte, a gimnázium alsó tagozatát a csíkszeredai 10-es számú Általános Iskola hokiosztályában (ma a József Attila Általános Iskola része), míg a líceumot a 2-es számú Építészeti Szaklíceumban folytatta. 1985-ben érettségizett. Diákévei alatt kipróbálta a festészetet, szobrászkodást és az ásatást. 1985-ben a csíkszeredai Házgyár alkalmazottjaként dolgozott. 1986-tól 1990 nyaráig a Hargita Népi Művészeti Szövetkezetnél (ARTA) teljesített szolgálatot mint díszítő keramikus. 1988-1989 között a gyergyószentmiklósi Figura műkedvelő színjátszó csoport tagja volt. 1990 nyarától keramikusként dolgozott Sepsiszentgyörgyön, majd visszatérve Csíkszeredába ládaszegezést, árukihordást vállalt, amit rakodómunkásként és elárusítóként folytatott. 1991–1998 között Hidegségen és Barackoson (Gyimesközéplok), 1999-től pedig Csíkkozmáson volt szakképzetlen tanár, ahol többnyire földrajz–történelmet és angol nyelvet oktatott. Ez idő alatt saját és főleg Lázár Ervin meséiből átírt színdarabjaiból adtak elő az iskola diákjai. 1998–1999-ben könyvtárosi oklevelet szerzett. 2000-től a csíkszeredai Márton Áron Gimnázium könyvtárosa. 2004-ben a Babeş–Bolyai Tudományegyetem keretén belül könyvtárosi posztliceális képzésben részesült. 2009-ben végezte el a Brassói Transilvania egyetem bölcsészkarán a könyvtár- és információtudomány szakot, 2011-ben pedig a felnőttképzést.

## Családja
1996-ban kötött házasságot Kovács Zsuzsanna fizika–informatika tanárnővel. Három gyerekük született: Ágnes (2005), Zsófia (2008) és Márton (2014).

## Munkái
Rendszeresen publikál a ReMek-e elektronikus hírlevélben könyvtárosi témákról, újonnan megjelenő könyvekről. 2007 augusztusától vezeti a Hargita Megyei Iskolai Könyvtárosok blogját magyar nyelven (2019 áprilisától Székelyföldi Iskolai Könyvtárosok néven fut), 2008-tól pedig ennek román nyelvű változatát is. A Márton Áron Gimnázium évkönyveiben 2005-től publikál az iskola történetéről, a könyvtár helyzetéről, iskolai tevékenységekről. Az iskola honlapján számos cikk jelenik meg az említett témákban. Saját kis újságjában Zsögöd és környékének helytörténetével, földrajzával, kulturális életével is foglalkozik.
A csíkszeredai Márton Áron Gimnázium évkönyveiben megjelent tanulmányai, cikkei: A Márton Áron gimnázium könyvtára (2004), Az iskola adminisztrációs tevékenysége (2005), A Márton Áron Gimnázium régi könyvei (2005), Az iskola könyvelőségének és titkárságának tevékenysége (2006),100 éves évkönyv (2006,) Iskolánk nevelői (2007), A gimnázium laboránsai (2008), Iskolai Könyvtári Világnap a Gimnáziumban (2018), Csíki könyvtárak 100 esztendővel ezelőtt (2009), az iskola története folytatásban (2005-2010 között), A könyv, amit böngészni és tanulmányozni kell (2012), Évkönyves vetélkedőről (2013) Könyvtárosok a gimnáziumban (2014), A Micsurin-kert (2014), Tankönyvek, tanítás a csíksomlyói gimnáziumban (2015), Kicsengetési kártyák kalandos múltja (2016), Könyvtárosok a gimnáziumban 1944-től az ezredfordulóig (2017), Más intézmények gimnáziumunk épületében (2017), Szakosztályok a gimnáziumban (2018), A fizikalaboratórium új arculata(2018),Házi olvasmányok régen és ma (2019), Tízéves a Tudásközpont (2019), Az első női tanárok a gimnáziumban (2019), Biblioterápiás foglalkozás a gimnáziumban (2020), Tanári minősítések 1940-1945 között (2020), Tantárgyak szokatlan megnevezései a csíki gimnáziumban (2021), Szőcs János helytörténészre emlékezve (2021), A tanulók jogai és kötelezettségei 50 esztendő távlatából (2022), A csíkszeredai gimnáziumi önképzőkörök tevékenységéből (2023), A főgimnázium kiránduló egyesülete, Dal az iskolához (2024), Online munka a könyvtárban, Kétnyelvű értesítők a gimnázium életében (2025).
A budapesti Könyv, Könyvtár, Könyvtáros folyóiratban megjelent tanulmányai: A csíksomlyói Márton Áron Gimnázium könyvtára (2006), A csíksomlyói ferences könyvtár (2011), A csíki gimnázium hajdani könyvtárosai (2015).
A csíki gimnázium könyvtárosai a második világégéstől napjainkig (2017), Erdélyi iskolai könyvtárosok a változások éveiben (2018), Biblioterápiás foglalkozás a székelyföldi Márton Áron Főgimnáziumban (2018) Egy program méltó lezárása(2019), Mit tehet egy iskolai könyvtáros, ha félig vagy egészen online van?(2020)
Beszámolók és tanulmányok az Olvass többet! határtalanul-magyarul - nemzetközi olvasást népszerűsítő Kovászna városi konferenciákon: Az élet meséje. A mesélés megélése gyerekként és továbbadása felnőttként (2019), Olvass többet! határtalanul magyarul elnevezésű konferenciáról (2019), Biblioterápiás utazások diákokkal (2023) Beszámoló a konferenciáról (2023).
2006-ban az ÚJ AKROPOLISZ XII. Történet- és mesepályázatra beküldött írásáért elismerésben részesült. Címe: Ártatlan B.Berci életre szóló kalandja.
A 2008-as Csíksomlyó üzenete folyóiratban A csíksomlyói passiójáték címmel jelent meg egy tanulmánya.
A 2009-es, román nyelven megjelent szakdolgozatának címe, amelyet 2010-ben magyar nyelvre fordított: A csíksomlyói könyvtár öröksége (Moştenirea bibliotecii din Şumuleu Ciuc).
2010-ben megjelent Székelyföldi Legendárium egyik Csíkszéki gyűjtője
A Székelyhon napilap 2018. novemberi, és 2020 júniusi számának irodalmi-kulturális mellékletében megjelent írásai: Csihányferedő, valamint Kikericstől kikericsig.
A Sántha Attila által összegyűjtött székely tájnyelvi szótárban (2018), a Bühnagy székely szótárban a Fenyőszegi csereklyék kis lapjából számos szócikk jelent meg.
Ugyancsak Sántha Attila Székely szótár küssebb gyermekeknek és cinkáknak című tudástárában jelent meg a Csihányferedő írása (2019).
A ReMeK-e-hírlevél - romániai magyar könyvtárosok elektronikus hírlevelének társszerkesztője (2013-2024), 2025-től besegítője.
Interjú: 
Palocsay Johanna:  Irodalommal a lélekért, gyógyulásért – Borbé Levente biblioterapeutával beszélgettünk (2025)